# Челпаново (Вологодская область)
Челпаново — деревня в Никольском районе Вологодской области.
Входит в состав Теребаевского сельского поселения, с точки зрения административно-территориального деления — в Теребаевский сельсовет.
Расстояние по автодороге до районного центра Никольска — 27 км, до центра муниципального образования Теребаево — 11 км. Ближайшие населённые пункты — Подольская, Калинино, Нагавицино.
По переписи 2002 года население — 57 человек (22 мужчины, 35 женщин). Всё население — русские.